# Сдружение на историци от Република Македония
Сдружението на историци от Република Македония (на македонска литературна норма: Здружение на историчари на Република Македонија), преди това Съюз на историците от Република Македония и Историческо дружество на Народна република Македония (Сојуз на историчарите на Република Македонија, Историско друштво на Народна Република Македонија) е организация на историците от Република Северна Македония.

## История
Основано е в 1952 година, а от 1965 година издава списание „История“.
През 2022 година ръководството му се състои от проф. д-р Митко Панов – председател, проф. д-р Никола Минов – подпредседател и Димитър Коруноски – секретар.
Организацията остро се противопоставя на сближаването на Република България и Република Северна Македония, както и на организирането на съвместни чествания на исторически личности.